# Lerum (commune)
La commune de Lerum est une commune suédoise du comté de Västra Götaland peuplée d'environ 42 900 habitants (2020). Son chef-lieu se situe à Lerum.
La commune se situe à l'est de Göteborg, le long de la route européenne 20 qui relie Göteborg à Stockholm. La rivière Säveån traverse la commune.
Le nom de la commune vient des mots "lera", qui signifie argile, et "um", ferme, hameau ou village.

## Localités principales
- Björboholm
- Floda
- Gråbo
- Lerum
- Norsesund
- Olstorp
- Öxeryd
- Sjövik
- Tollered